# Пащук Віктор Вікторович
Ві́ктор Ві́кторович Пащу́к (1945 — †2005) — український дипломат.

## Життєпис
Народився 20 жовтня 1945 року в селі Бистріївка Вчорайшенського району на Житомирщині. У 1971 закінчив Київський державний університет ім. Т. Шевченка, історичний факультет. Аспірантуру Київського державного університету ім. Т. Шевченка (1974), факультет міжнародних відносин і міжнародного права. Гаванський університет. Доктор історичних наук, Професор.
- 1974—1977 — лектор ЦК ЛКСМ України.
- 1977—1984 — старший викладач, доцент кафедри історії міжнародних відносин і зовнішньої політики СРСР факультету міжнародних відносин і міжнародного права Київський державний університет ім. Т.Шевченка.
- 1984—1990 — завідувач кафедри історії країн Азії, Африки та Латинської Америки історичного факультету Київський державний університет ім. Т.Шевченка.
- 1990—1994 — директор Українського інституту міжнародних відносин при Київський державний університет ім. Т.Шевченка.
- 07.1994-03.2000 — Надзвичайний та Повноважний Посол України в Аргентині.
- 06.03.1995-09.03.2000 — Надзвичайний та Повноважний Посол України в Чилі за сумісництвом.
- 11.07.1997-09.03.2000 — Надзвичайний та Повноважний Посол України в Парагваї за сумісництвом.
- 11.07.1997-09.03.2000 — Надзвичайний та Повноважний Посол України в Уругваї за сумісництвом.
- 05.10.2001-07.04.2005 — Надзвичайний та Повноважний Посол України на Кубі.
- 23.09.2002-07.04.2005 — Надзвичайний та Повноважний Посол України в Домініканській Республіці за сумісництвом.
- 07.04.2005 — помер.

## Автор
- «25 героїчних років. Республіка Куба в боротьбі за мир і міжнародне співробітництво» (1983),
- «Нікарагуа: революція будує, революція захищається» (1986),
- «Викрадення континенту» (1991).

## Нагороди
- Орден «За заслуги» ІІІ ступеня.